# Каракамен
Каракамен или Кара Камен (грчки: Βέρμιο, Вермио) је планина у Грчкој, у области Егејска Македонија.
Планина се простире у средишњем делу Егејске Македоније и преко ње прелази граница између административних области: Западне Македоније на западу и Средишње Македоније на истоку. Планина се дели на два дела: северни - Негуш планина или Дурла (Турла) и јужни - Докса.
Северозападно од Каракамена налази се Островско језеро (Вегоритида), на западу је котлина Сариђол, на југу река Бистрица (Алиакмонас), која је дели од планине Шапке (Пиерија). На истоку је Солунско поље, а на северу је река Вода (Водас) дели од најјужнијих падина планине Ниџе и од Мегленске котлине.
Највиши врх Каракамена је истоимени Каракамен (грчки: Хамити, турски: Караташ), висок 2.065 метара.

## Извор
- „Мала енциклопедија Просвета“, општа енциклопедија - четврто издање, „Просвета“, Београд, 1986.